# Acanthocinus reticulatus
Acanthocinus reticulatus es una especie de escarabajo longicornio del género Acanthocinus, subfamilia Lamiinae. Fue descrita científicamente por Razoumowsky en 1789.
Se distribuye por Alemania, Inglaterra, Austria, Bielorrusia, Bosnia y Herzegovina, Bulgaria, Croacia, España, Francia, Grecia, Italia, Polonia, Rumanía, Eslovaquia, Eslovenia, Suiza, Chequia, Ucrania y Yugoslavia. Mide 10-15 milímetros de longitud. El período de vuelo ocurre en los meses de marzo, abril, mayo, junio, julio, agosto y septiembre.